# (120178) 2003 OP32
(120178) 2003 OP32 – planetoida z grupy obiektów transneptunowych.

## Odkrycie
Planetoida (120178) 2003 OP32 została odkryta 26 lipca 2003 roku w Obserwatorium Palomar przez Mike’a Browna, Chada Trujillo i Davida Rabinowitza. Asteroida ta nie posiada jeszcze nazwy własnej, a tylko oznaczenie tymczasowe i stały numer.

## Orbita
Orbita (120178) 2003 OP32 jest nachylona pod kątem 27,1° do płaszczyzny ekliptyki, a mimośród jej orbity wynosi 0,1033. Obiekt ten krąży w średniej odległości 43,23 j.a. wokół Słońca, na co potrzebuje ponad ok. 284 lat. Peryhelium orbity tego obiektu znajduje się w odległości 38,77 j.a., aphelium zaś 47,70 j.a. od Słońca.

## Charakterystyka fizyczna
Ta odległa planetoida ma wielkość szacowaną na około 274 km. Jej absolutna wielkość gwiazdowa wynosi około 4,01m.